# Roxen (cantant)
Roxen (romanès: Larisa Roxana Giurgiu)  (Cluj-Napoca, 5 de gener de 2000) nom artístic de Larisa Roxana Giurgiu, és una cantant romanesa que va signar per Global Records. Va assolir la fama després d'aparèixer en You Don't Love Me (2019), del productor romanès Sickotoy, que va aconseguir el número tres a Romania i va rebre transmissió per ràdio en altres països. Ella hauria representat Romania al Festival de la Cançó d'Eurovisió 2020, en cas de no haver sigut cancel·lat per la pandèmia per coronavirus de 2019-2020, amb la cançó "Alcohol You". Per això, la televisió pública romanesa la va seleccionar internament per a representar el país al Festival d'Eurovisió 2021, aquesta vegada amb el tema Amnesia.

## Biografia
Nascuda Larisa Roxana Giurgiu el 5 de gener de 2000 a Cluj-Napoca, Roxen va descobrir la passió per la música als set anys i va prendre classes de cant i piano. va signar per Global Records, va aparèixer a "You Don't Love Me" del productor romanès Sickotoy l'agost del 2019. La cançó va assolir l'èxit comercial a Romania, aconseguint el número tres de la llista Airplay 100 del país, i esta a les llistes de diverses emissores de ràdio de diversos països, incloent França, els Estats Units, Rússia i Espanya. El senzill debut de Roxen en solitari "Ce-ți cântă dragostea" publicat més tard aquell mateix any al novembre va assolir el número u a Romania. Des de llavors, els crítics musicals han considerat el gènere principal de Roxen com un deep house, i han comparat l'estil i l'aspecte musical de la cantant amb el de Dua Lipa i Billie Eilish. En una entrevista de București FM, Roxen va citar Beyoncé com a principal inspiració.
A principis del mes de febrer de 2020, es va anunciar que Roxen era un dels tres artistes preseleccionats (a banda de Cezar Gună i Diana V) per representar Romania al Festival d'Eurovisió 2020. Cal destacar que la Televisora Romanesa (TVR) havia col·laborat amb Global Records per a la selecció.
L'11 de febrer, va ser revelada com a representant romanesa. Les seves cinc cançons de Selecția Națională: Alcohol You, Beautiful Disaster, Cherry Red, Colors i Storm van ser llançades el 21 de febrer de 2020. Alcohol You va sortir com la cançó guanyadora de la final nacional.

## Estil musical
El gènere principal de Roxen és deep house. Pel que fa a estil i aparença musical, Roxen és similar a les artistes Dua Lipa i Billie Eilish.

## Discografia
- You Don't Love Me (amb Sickotoy)
- Ce-ți cântă dragostea (Què canta el teu amor en català)
- I Don't Care (No m'importa en català)
- Alcohol You
- Storm (Tempesta en català)
- Colors
- Cherry Red
- Beautiful Disaster (Bell desastre en català)
- Amnesia